# Ilir Çapuni
Ilir Çapuni (ur. 28 maja 1978 w Ulcinju) – czarnogórski informatyk i polityk pochodzenia albańskiego, instruktor nurkowania technicznego.

## Życiorys
Uczył się w Ulcinju, następnie odbył studia informatyczne na Uniwersytecie Czarnogóry, a w 2012 roku obronił doktorat na Uniwersytecie Bostońskim. W 1998 roku założył w Ulcinju albańskojęzyczne czasopismo Kronika, którego był redaktorem naczelnym. W 2013 roku został profesorem informatyki na Uniwersytecie Nowojorskim w Tiranie, sześć lat później został także wykładowcą na Uniwersytecie Czarnogóry.
W latach 2018–2021 pełnił funkcję przewodniczącego rady miasta Ulcinja. W październiku 2021 roku objął funkcję wiceprezesa Nowej Siły Demokratycznej.
22 listopada 2023 roku objął mandat do Zgromadzenia Czarnogóry.